# سیارک ۳۳۷۳
سیارک ۳۳۷۳ (به انگلیسی: 3373 Koktebelia، نامگذاری:1978QQ2) سه هزار و سیصد و هفتاد و سومین سیارک کشف شده‌است که در ۳۱ اوت ۱۹۷۸ کشف شد.
قدر مطلق سیارک برابر ۱۳٫۶۰ است.